# Quettehou
Quettehou är en kommun i departementet Manche i regionen Normandie i norra Frankrike. Kommunen ligger i kantonen Quettehou som tillhör arrondissementet Cherbourg. År 2018 hade Quettehou 1 584 invånare.

## Befolkningsutveckling
Antalet invånare i kommunen Quettehou
| Referens: INSEE |